# Lick

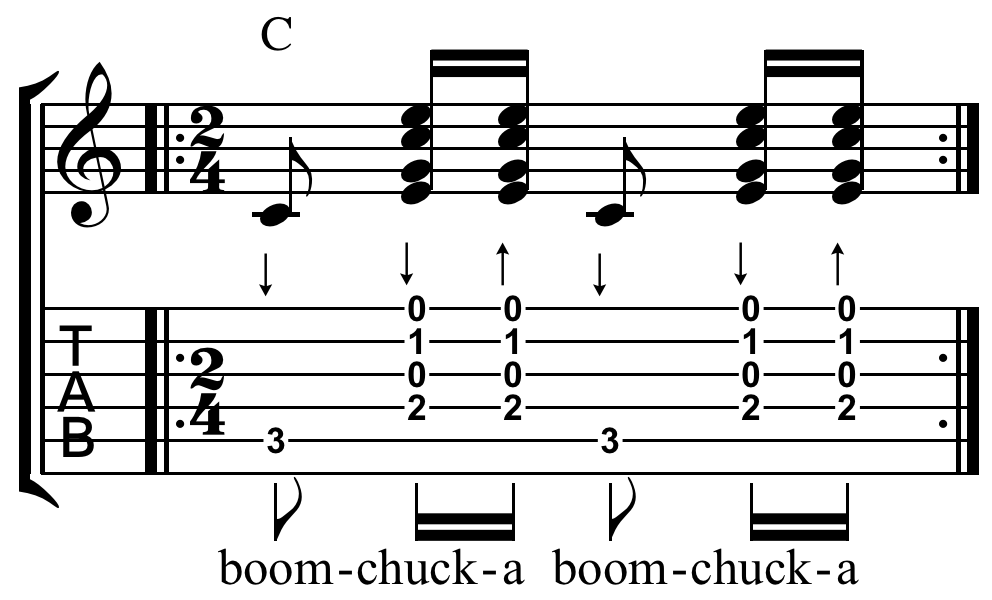
Carter-style lick.

Un lick, en musique (et notamment à la guitare), est la variation d'un riff qui permet de souligner un motif musical (par exemple dans un refrain). Il peut aussi servir à l'improvisation et est souvent la marque d'une grande maîtrise de l'instrument.

## Description
Dans les genres musicaux populaires tels que la musique country, le blues, le jazz ou le rock, un lick est un motif ou une formuleconsistant en une courte série de notes utilisées dans les solos, les lignes mélodiques et l' accompagnement. Pour les musiciens, l'apprentissage d'un lick est une forme d'imitation.
Dans un groupe de jazz, un lick peut être exécuté pendant un solo improvisé, soit pendant un chorus de solo accompagné, soit pendant une pause de solo non accompagné. Les licks de jazz sont généralement des phrases courtes originales qui peuvent être modifiées afin d'être utilisées sur les progressions harmoniques changeantes d'une chanson.

## Confusion
Le terme riff est souvent utilisé comme synonyme de lick, ce qui est pour le moins imprécis. Un riff est reconnaissable en tant qu'élément thématique, il définit une idée de base, importante et rythmiquement concise, d'une chanson ou d'une partie de chanson. Un riff est généralement « associé à sa chanson ». Un  lick n'est généralement pas reconnaissable thématiquement, il peut donc être utilisé dans un contexte différent sans que l'auditeur l'associe à une chanson spécifique.